# Gerbillus dongolanus
Gerbillus dongolanus es una especie de roedor de la familia Muridae.

## Distribución geográfica
Se encuentra principalmente en Dongola, Sudán. 